# スター・ウォーズ レジスタンス
『スター・ウォーズ レジスタンス』(Star Wars Resistance)はルーカスフィルム・アニメーションによって制作されている2Dアニメーションである。

## 概要
2018年10月16日には日本語版のポスターや放送日が正式に発表された。
「正史」シリーズに位置付けられる作品で、本作の時系列は『スター・ウォーズ/フォースの覚醒』の6ヶ月前から始まっており、『最後のジェダイ』『スカイウォーカーの夜明け』を含めたシークエル・トリロジー（続三部作）のストーリーや設定を補完するテレビシリーズとなっている。
現在はディズニー・チャンネル（アメリカ）、ディズニーXD、Dlife（日本）で放送している（ディズニージュニアでは未放送）。
ルーカスフィルム・アニメーションは今まで主に『スター・ウォーズ/クローン・ウォーズ』、映画版『スター・ウォーズ/クローン・ウォーズ』、『スター・ウォーズ 反乱者たち』などを制作しており、全てが3Dアニメーションだった。そのため今作は日本のアニメーションをイメージした作風で制作したと公式に発表もされている。
ポー・ダメロンやレイア・オーガナ、BB-8、キャプテン・ファズマなども登場する。

## 登場人物

### 本作のキャラクター
カズーダ・ジオノ（Kazuda Xiono）
声 - Christopher Sean（米）、木村昴（日）
ジャレク・イェーガー（Jarek Yeager）
声 - Scott Lawrence（米）、竹内良太（日）
タム・リヴォーラ（Tam Ryvora）
声 - Suzie McGrath（米）、田村睦心（日）
トーラ・ドーザ（Torra Doza）
声 - Myrna Velasco（米）、佐藤美由希（日）
ニーク（Neeku Vozo）
声 - Josh Brener（米）、花輪英司（日）

### シリーズ既存キャラクター

#### レジスタンス
ポー･ダメロン（Poe Dameron）
声 - Oscar Isaac（米）、小松史法（日）

## 影響された戦争
『スターウォーズ レジスタンス』は、実在した戦争「第二次世界大戦」に影響されたと言われている。

## ストーリー
銀河帝国が滅びた後の新共和国時代、帝国軍の残党であり、最高指導者スノーク率いるファースト・オーダーが勢力を拡大する中、レイア・オーガナによりレジスタンス軍が設立された。
ポー・ダメロンに誘われてレジスタンス軍に加わった若きパイロット、カズーダ・ジオノ（略称:カズ）は、BB-8と共に様々なミッションをこなしていく。

## 各話リスト

### シーズン1
| 話数 | 邦題                          | 原題                       | 放送日         | 日本初放映日   |
| ---- | ----------------------------- | -------------------------- | -------------- | -------------- |
| 1    | スカウト パート1              | The Recruit                | 2018年 10月7日 | 2018年 12月9日 |
| 2    | スカウト パート2              | The Recruit                | 2018年 10月7日 | 2018年 12月9日 |
| 3    | トリプル・ダーク              | The Triple Dark            | 10月14日       | 2019年 1月13日 |
| 4    | ハイパー燃料                  | Fuel for the Fire          | 10月21日       | 1月27日        |
| 5    | ドーザ・タワー                | The High Tower             | 10月28日       | 2月3日         |
| 6    | テハールからの逃亡者          | The Children from Tehar    | 11月4日        | 2月10日        |
| 7    | セクター6からのシグナル       | Signal from Sector Six     | 11月11日       | 2月17日        |
| 8    | もう一人のスパイ              | Synara's Score             | 11月18日       | 2月24日        |
| 9    | プラットフォーム・クラシック  | The Platform Classic       | 11月25日       | 3月3日         |
| 10   | 秘密とホログラム              | Secrets and Holograms      | 12月2日        | 3月10日        |
| 11   | ステーション シータ・ブラック | Station Theta Black        | 12月9日        | 4月14日        |
| 12   | ビボ                          | Bibo                       | 2019年 1月13日 | 4月21日        |
| 13   | 危険な商売                    | Dangerous Business         | 1月20日        | 4月28日        |
| 14   | ドーザのジレンマ              | The Doza Dilemma           | 1月27日        | 5月5日         |
| 15   | コロッサス占領                | The First Order Occupation | 2月3日         | 5月12日        |
| 16   | 新米トルーパー                | The New Trooper            | 2月10日        | 5月19日        |
| 17   | 太陽が消えた星系              | The Core Problem           | 2月17日        | 5月26日        |
| 18   | 消えた人々                    | The Disappeared            | 2月24日        | 6月2日         |
| 19   | コロッサス沈没                | Descent                    | 3月3日         | 6月9日         |
| 20   | 脱出 パート1                  | No Escape: Part One        | 3月10日        | 6月16日        |
| 21   | 脱出 パート2                  | No Escape: Part Two        | 3月17日        | 6月16日        |

### シーズン2
| 話数 | 邦題                       | 原題                      | 放送日         | 日本初放映日    |
| ---- | -------------------------- | ------------------------- | -------------- | --------------- |
| 22   | 現在地不明                 | Into the Unknown          | 2019年 10月6日 | 2019年 12月21日 |
| 23   | 回収作業                   | A Quick Salvage Run       | 10月13日       | 12月29日        |
| 24   | 実践訓練                   | Live Fire                 | 10月20日       | 2020年 1月5日   |
| 25   | ジャークス狩り             | Hunt on Celsor 3          | 10月27日       | 1月12日         |
| 26   | エンジニア                 | The Engineer              | 11月3日        | 1月19日         |
| 27   | 地中深く                   | From Beneath              | 11月10日       | 1月26日         |
| 28   | 埋もれた寺院               | The Relic Raiders         | 11月17日       | 2月2日          |
| 29   | ランデブー・ポイント       | Rendezvous Point          | 11月24日       | 2月9日          |
| 30   | 賭けレース                 | The Voxx Vortex 5000      | 12月1日        | 2月16日         |
| 31   | 呪われたカズ               | Kaz's Curse               | 12月8日        | 2月23日         |
| 32   | ステーション潜入           | Station to Station        | 12月15日       | 5月16日         |
| 33   | 消えたスパイ               | The Missing Agent         | 12月22日       | 5月17日         |
| 34   | 救出作戦                   | Breakout                  | 12月29日       | 5月24日         |
| 35   | 反乱                       | The Mutiny                | 2020年 1月5日  | 7月19日         |
| 36   | 新世界                     | The New World             | 1月12日        | 7月26日         |
| 37   | 旅立ちのとき               | No Place Safe             | 1月12日        | 8月2日          |
| 38   | レジスタンス再建           | Rebuilding the Resistance | 1月19日        | 8月9日          |
| 39   | チーム・コロッサス パート1 | The Escape                | 1月26日        | 9月13日         |
| 40   | チーム・コロッサス パート2 | The Escape                | 1月26日        | 9月13日         |